# Kuglasti skup
Kuglasti skup je sfeoridan oblak zvijezda koji orbitira oko središta galaksije kao satelit. Zvijezde u kuglastim skupovima su čvrsto povezane gravitacijom što daje skupovima njihov karakterističan sferoidan oblik. Zbog utjecaja gravitacije, gustoća zvijezda u skupu je velika i raste prema središtu. Kuglasti skupovi se većinom nalaze u halo-u oko galaksije i mnogo su stariji, veći i gušći od otvorenih skupova u disku galaksije.

## Svojstva
Kuglasti skupovi su poprilično česta pojava. Oko Mliječnoj stazi dosad ih je otkriveno oko 150 i postoji još možda 10 ili 20 neotkrivenih. Veće galaksije, poput Andromede sadrže i po 500 skupova. Divovske eliptične galaksije poput M87 sadrže i do 10.000 kuglastih skupova. 
Svaka galaksija značajne mase u Lokalnoj grupi sadrži nekolicinu kuglastih skupova u svom halo-u. Čini se da galaksije Sagittarius Dwarf i Canis Major Dwarf upravo doniraju svoje kuglaste skupove Mliječnoj stazi. To je pokazatelj koliko je kuglastih skupova Mliječna staza prikupila u prošlosti.
Iako se čini da kuglasti skupovi sadrže neke od najstarijih zvijezda u galaksiji, njihova uloga u evoluciji galaksija još nije jasna. Čini se da su kuglasti skupovi mnogo različitiji od patuljastih eliptičnih galaksija i da su bili stvoreni u roditeljskoj galaksiji, a ne nekoj zasebnoj.

## Povijest promatranja
Prvi otkriveni kuglasti skup je bio M22. Otkrio ga je Abraham Ihle, njemački astronom, 1665. godine. Zbog maleno promjera objektiva na prvim teleskopima pojedine zvijezde u kuglastim skupovima nisu bili otkrivene sve dok Charles Messier nije otkrio M4.
William Herschel započeo je 1782. sustavno promatrati nebo koristeći veliki teleskop i uspio je uočiti zvijezde u sva 33 do tada poznata kuglasta skupa. Herschel je naknadno otkrio još 37 kuglastih skupova. U svom drugom izdanju kataloga iz 1789. prvi je upotrijebio naziv "kuglasti skup".
Broj otkrivenih kuglastih skupova dostigao je broj 83 do 1915. godine, 93 do 1930. godine i 97 do 1947. godine. Do danas je poznato ukupno 151 kuglasti skup u Mliječnoj stazi, a pretpostavlja se da je njihov broj od 180 ± 20.
Harlow Shapley započeo je 1914. sustavno promatrati kuglaste skupove. Prvi je odredio udaljenost do njih i otkrio promjenjive zvijezde. Među otkrivenim promjenjivim zvijezdama nalazile su se i one tipa Cefeide čime je mogao procijeniti njihovu udaljenost. Rezultat njegova proučavanja je 40 izdanih znanstvenih radova. Otkrivši udaljenosti kuglastih skupova, Shapley je primijetio da se većina njih nalazi u sfernom oblaku oko Mliječne staze. Pomoću tog saznanja otkrio je da se središte Mliječne staze nalazi u zviježđu Strijelcu. Naknadno je Shapley dao procjenu veličine Mliječne staze ali je pritom značajno pogriješio. Nije znao da međuzvjezdana prašina upija dio sjaja kuglastih skupova i pritom ih čini manjima. Kako je udaljenost određivao prema sjaju dobivao je krive vrijednosti, t.j. većinu kuglastih skupova je smjestio predaleko.
Helen Battles Sawye, pomoćnica i suradnica Harlowa Shapleya, počela je 1927. klasificirati kuglaste skupove prema gustoći. Tako je najgušće kuglaste skupove označila kao tip I, a najrjeđe kao tip X. Kasnije je klasifikacija proširena do tipa XII.

## Sastav
Kuglasti skupovi se sastoje uglavnom od starih zvijezda s malo metala (u astronomiji je to bilo koji element teži od helija). Zvijezde s malo metala se inače nazivaju Populacija II. Gustoća zvijezda u kuglastim skupovima je oko 0,4 zvijezde po kubnom parsecu. Gustoća u središtima kuglastih skupova zna biti i do 1000 zvijezda po kubnom parsecu. Prosječan kuglasti skup sastoji se od oko 100.000 zvijezda. 

### Egzotične komponente
Vjeruje se da neki kuglasti skupovi s veoma gustim jezgrama sadrže crne rupe. Prema promatranjima HST-a, čini se da kuglasti skup Messier 15 u svom središtu skriva crnu rupu 4000 puta veće mase od Sunca. U kuglastom skupu Mayall II u galaksiji Andromeda vjerojatno se nalazi crna rupa mase 20.000 veće od Sunčeve. X-zrake i radiovalovi koji dolaze iz skupa potvrđuju pretpostavku.
Kuglasti skupovi sadrže i druge egzotične objekte poput plavih lutalica, pulsara i dvostruke zvijezde male mase koje su izvor X-zraka. Plave lutalice nastaju kada se zbog velike gustoće sudare i spoje dvije zvijezde. Zvijezda koja tada nastane ima veću temperaturu nego zvijezde sa sličnim sjajem. 

### HR dijagram kuglastih skupova
.
HR dijagram kuglastih skupova je graf nastao ucrtavanjem velikog uzorka zvijezda iz kuglastih skupova prema apsolutnom sjaju i indeksu boje B-V. B-V indeks boje je razlika u sjaju zvijezde u plavom svijetlu i vidljivom (zeleno-žutom) svijetlu. Veći pozitivni indeks znači da je temperatura zvijezde manja, a veći negativni indeks da je temperatura veća.
Sve zvijezde u kuglastim skupovima su otprilike na jednakoj udaljenosti od nas tako da se svim zvijezdama prividni sjaj razlikuje od aposlutnog sjaja za jednak iznos. Točnost ove tvrdnje je provjerena usporednom bliskih promjenjivih zvijezda tipa RR Lyarae ili cefeida s onim u kuglastim skupovima.
Oblik krivulje kuglastih skupova u HR dijagramu je karakterističan jer su sve zvijezde nastale istodobno i jedino se razlikuju po početnoj masi. Prema obliku te krivulje moguće je odrediti prosječnu starost zvijezda u skupu. Starost skupa se može odrediti i promatranjem temperature najtamnijeg bijelog patljuka u skupu. Prosječna starost kuglastih skupova je 12,7 milijardi godina i to je u velikom kontrastu s otvorenim skupovima koji su stari desetak milijuna godina.

## Morfologija
Nepoznato je dali su sve zvijezde u kuglastim skupovima nastale u približno isto vrijeme ili se radi o nekoliko valova formacije zvijezda koji su se odigrali u roku kraćem od 100 milijuna godina. Kuglasti skupovi su nastali u područjima gdje je formiranje zvijezda olakšano većom gustoćom materijala. 
Kada zvijezde nastanu one počnu gravitacijski utjecati jedna na drugu međusobno. Rezultat toga je stalno mijenjanje brzina zvijezda u skupu. Zbog tih interakcija nastanak planeta u kuglastom skupu je veoma nevjerojatan. 
Kuglasti skupovi se generalno gledajući čine sfernim ali često su oni eliptični zbog plimnih sila koje na njih utječu. 

### Dimenzije
Kuglasti skupovi su opisani pomoću standardnih promjera. Tako se za opisivanje kuglastog skupa koriste: radijus jezgre, radijus pola mase i plimni radijus. Sjaj skupa se pravilno smanjuje udaljavajući se od jezgre i udaljenost na kojem je sjaj pao za pola smatra se radijusom jezgre. Radijus pola mase je onaj radijus u kojem je sadržano pola mase skupa. Plimni radijus je radijus u kojem kuglasti skup svojom gravitacijom utječe na ostale zvijezde. Kao primjer može poslužiti M3 čiji je ukupni vidljivi promjer oko 18' ali ima radijus pola mase od 1,12' i plimni radijus od 38'.